# Миссия невыполнима (телесериал, 1988) (сезон 2)
Второй и заключительный сезон возобновлённого «Миссия невыполнима» изначально выходил в эфир по четвергам в 8:00—9:00 вечера на ABC с 21 сентября по 14 декабря 1989 года и по субботам в 8:00—9:00 вечера с 6 января по 24 февраля 1990 года.

## В ролях
| Персонаж               | Актёр            | Основной   | Периодический |
| ---------------------- | ---------------- | ---------- | ------------- |
| Джим Фелпс             | Питер Грейвс     | Весь сезон |               |
| Николас Блэк           | Тэйоу Пенглис    | Весь сезон |               |
| Макс Харт              | Энтони Гамильтон | Весь сезон |               |
| Грант Кольер           | Филлип Моррис    | Весь сезон |               |
| Шеннон Рид             | Джейн Бэдлер     | Весь сезон |               |
| Бернард «Барни» Кольер | Грег Моррис      |            | Эпизоды 1—2   |

## Серии
| №   | #  | Название                                               | Режиссёр             | Сценарист                                                                      | Дата выхода в эфир | Prod. No. |
| --- | -- | ------------------------------------------------------ | -------------------- | ------------------------------------------------------------------------------ | ------------------ | --------- |
| 191 | 1  | «Золотая змея. Часть 1» «The Golden Serpent: Part 1»   | Дон Чеффи            | Телеспектакль: Майкл Саймс, Тэд Робертс и Джеффри М. Хейс Рассказ: Майкл Саймс | 21 сентября 1989   | 20        |
| 192 | 2  | «Золотая змея. Часть 2» «The Golden Serpent: Part 2»   | Дон Чеффи            | Телеспектакль: Майкл Саймс, Тэд Робертс и Джеффри М. Хейс Рассказ: Майкл Саймс | 28 сентября 1989   | 21        |
| 193 | 3  | «Принцесса» «The Princess»                             | Колин Баддс          | Тэд Робертс                                                                    | 5 октября 1989     | 22        |
| 194 | 4  | «Командное выступление» «Command Performance»          | Арч Николсон         | Роберт Бреннэн                                                                 | 12 октября 1989    | 23        |
| 195 | 5  | «Обратный отсчёт» «Countdown»                          | Брайан Тренчард-Смит | Чип Хейс                                                                       | 26 октября 1989    | 24        |
| 196 | 6  | «Военные игры» «War Games»                             | Род Харди            | Уолтер Бро                                                                     | 2 ноября 1989      | 25        |
| 197 | 7  | «Цель: Земля» «Target Earth»                           | Колин Баддс          | Стивен Кандел                                                                  | 9 ноября 1989      | 26        |
| 198 | 8  | «Дитя Фюрера» «The Fuehrer’s Children»                 | Дон Чеффи            | Фрэнк Абатемарко                                                               | 16 ноября 1989     | 27        |
| 199 | 9  | «Банши» «Banshee»                                      | Колин Баддс          | Тэд Робертс                                                                    | 30 ноября 1989     | 28        |
| 200 | 10 | «Ради искусства» «For Art’s Sake»                      | Дон Чеффи            | Джон Уэлплей                                                                   | 14 декабря 1989    | 29        |
| 201 | 11 | «Смертельный урожай» «Deadly Harvest»                  | Арч Николсон         | Ян Сарди                                                                       | 6 января 1990      | 30        |
| 202 | 12 | «Культ Карго» «Cargo Cult»                             | Колин Баддс          | Дейл Дугуид                                                                    | 13 января 1990     | 31        |
| 203 | 13 | «Убийца» «The Assassin»                                | Арч Николсон         | Клифф Грин                                                                     | 20 января 1990     | 32        |
| 204 | 14 | «Стрелок» «The Gunslinger»                             | Колин Баддс          | Телеспектакль: Тэд Робертс Рассказ: Дэн Робертс                                | 3 февраля 1990     | 33        |
| 205 | 15 | «Церковные колокола в Боготе» «Church Bells in Bogota» | Арч Николсон         | Фрэнк Абатемарко                                                               | 10 февраля 1990    | 34        |
| 206 | 16 | «Пески Сета» «The Sands of Seth»                       | Колин Баддс          | Джеффри М. Хейс                                                                | 24 февраля 1990    | 35        |